# كوبا بيرو 1975
كوبا بيرو 1975 هو موسم من كوبا بيرو ‏. فاز فيه نادي أتليتيكو تورينو ‏.